# 格利澤453
格利泽453是一顆位於長蛇座附近的橙矮星，肉眼可見，距離地球約33.1光年。